# Kahnschleuse Gnevsdorf
Die Kahnschleuse Gnevsdorf ist eingebunden in die Wehranlage Gnevsdorf. Die Anlage mit Wehr, Kahnschleuse und Fischtreppe befindet sich im Gnevsdorfer Vorfluter kurz vor dessen Mündung in die Elbe bei Gnevsdorf. Gnevsdorf ist ein bewohnter Gemeindeteil von Rühstädt im Landkreis Prignitz in Brandenburg.

## Die Schleuse
Die Kahnschleuse Gnevsdorf ist südlich in das Wehr integriert und ermöglicht es kleineren Wasserfahrzeugen, vom Vorfluter zur Elbe zu wechseln. Sie hat eine nutzbare Länge von 22 Metern und eine Breite von  5,30 Metern. Die Fallhöhe ist abhängig von den Wasserständen auf der Elbe bzw. im Vorfluter. Die Schleusenkammer hat senkrechte Wände und wird durch Stemmtore verschlossen. Sie ist eine Selbstbedienungsschleuse. Vor und hinter der Schleuse befinden sich Liegeplätze für Sportboote, allerdings ohne Ver- und Entsorgungsmöglichkeiten.

## Karten
- Folke Stender: Redaktion Sportschifffahrtskarten Binnen 1. Nautische Veröffentlichung Verlagsgesellschaft, ISBN 3-926376-10-4.
- W. Ciesla, H. Czesienski, W. Schlomm, K. Senzel, D. Weidner: Schiffahrtskarten der Binnenwasserstraßen der Deutschen Demokratischen Republik 1:10.000. Band 4. Herausgeber: Wasserstraßenaufsichtsamt der DDR, Berlin 1988, OCLC 830889996.